# Labicymbium rusticulum
Labicymbium rusticulum là một loài nhện trong họ Linyphiidae.
Loài này thuộc chi Labicymbium. Labicymbium rusticulum được Eugen von Keyserling miêu tả năm 1891.